# Robert Garrison
Robert Garrison (* 18. Juli 1872 in Strasburg in Westpreußen, Provinz Preußen als Ruben Gerson; † 6. Januar 1930 in Berlin) war ein deutscher Charakterschauspieler mit intensiver Arbeit beim Stummfilm.

## Leben
Der Bruder des Opernsängers Max Garrison (1867–1927) hatte seine Ausbildung an der Bühnenschule von Franz Deutschinger erhalten und sein erstes Engagement am Berliner Nationaltheater angetreten. Im Jahre 1896 wurde Garrison an das Stadttheater von Halle verpflichtet, 1897/98 spielte er an der Bühne von Bromberg/Westpr. und 1899/1900 war er für eine Spielzeit in Preßburg aktiv. 1901 wurde Garrison schließlich ans Operettentheater des Wiener Orpheums geholt. Weitere Theaterstationen vor seinem Eintreffen in Berlin waren unter anderem Köln und Mannheim, wo er sich als Charakterstar am dortigen „Hoftheater“ durchsetzen konnte. Garrison erwies sich bereits bei seinen ersten Bühnenstationen als vielseitiger Interpret. In der deutschen Hauptstadt feierte er einen seiner wichtigsten Erfolge als König Lear am Deutschen Theater. Sein Bruder Max war zu dieser Zeit Direktor des Berliner Belle-Alliance-Theaters (auch Lortzing-Theater genannt).
Schon früh erkannte der Schauspieler die Bedeutung des neuen Mediums Film. Seine ersten Auftritte (1910 bis 1912) absolvierte er in kurzen Dramen und Melodramen des Filmpioniers Oskar Messter, in denen Garrison als einer der wenigen Darsteller jener Zeit bereits namentlich genannt wurde. Mit Ausbruch des Ersten Weltkriegs zog sich der Künstler für knapp ein Jahrzehnt vom Kino zurück; nach seiner Rückkehr vor die Kamera zu Beginn der 1920er Jahre spielte er nur noch Chargenrollen.
Nebenbei blieb er auch weiterhin der Bühne verbunden, zuletzt als Mitglied der Komischen Oper Berlin, wo Garrison unter anderem in dem Schwank Hulla di Bulla einen Erfolg verbuchen konnte.
Garrison starb an einer Fleischvergiftung.

## Filmografie
- 1911: Ein mutiges Alter
- 1911: Tragödie eines Streiks
- 1911: Künstlerliebe
- 1911: Ein Fehltritt
- 1911: Das gefährliche Alter
- 1911: Adressatin verstorben
- 1911: Der Müller und sein Kind
- 1912: Die Tarantella
- 1912: Europäisches Sklavenleben
- 1912: Nur eine Schauspielerin
- 1912: Quälendes Dasein
- 1914: Die Finsternis und ihr Eigentum
- 1923: Das alte Gesetz
- 1923: Quarantäne
- 1924: Michael
- 1924: Soll und Haben
- 1925: Vater Voss
- 1925: Der Demütige und die Sängerin
- 1925: Die freudlose Gasse
- 1925: Ein Lebenskünstler
- 1925: Die Gesunkenen
- 1925: Die Verrufenen
- 1925: Luxusweibchen
- 1925: Die vertauschte Braut
- 1925: Pietro, der Korsar
- 1925: Schatten der Weltstadt
- 1925: Tragödie
- 1925: Der Mann, der sich verkauft
- 1925: Gräfin Mariza
- 1926: Die dritte Eskadron
- 1926: Die drei Mannequins
- 1926: Gräfin Plättmamsell
- 1926: Kubinke, der Barbier, und die drei Dienstmädchen
- 1926: Die Wacht am Rhein
- 1926: Der Jüngling aus der Konfektion
- 1927: Klettermaxe
- 1927: Arme kleine Sif
- 1927: Die Welt ohne Waffen
- 1927: Liebesreigen
- 1927: Die Geliebte des Gouverneurs
- 1927: Durchlaucht Radieschen
- 1928: Der Staatsanwalt klagt an
- 1928: Moral
- 1928: Wolga-Wolga
- 1928: Ritter der Nacht
- 1928: Der Unüberwindliche
- 1928: Der Herzensphotograph
- 1928: Eine Frau von Format
- 1929: Der Zigeunerprimas
- 1929: Der Hund von Baskerville
- 1929: Meineid
- 1929: Das närrische Glück
- 1929: Madame im Strandbad
- 1929: Das Schiff der verlorenen Menschen
- 1929: Ich hab’ mein Herz im Autobus verloren
- 1929: Ja, Ja, die Frau’n sind meine schwache Seite
- 1929: Der Teufelsreporter
- 1929: Die Frau ohne Nerven
- 1929: Rivalen im Weltrekord
- 1929: Engel im Séparée

## Werke
- Nachtfalter. Gedichte. Curt Wigand, Berlin u. a. 1908, OCLC 250332177.